# Mours
Mours és un municipi francès, situat al departament de Val-d'Oise i a la regió de Illa de França. L'any 2007 tenia 1.401 habitants.
Forma part del cantó de L'Isle-Adam, del districte de Pontoise i de la Comunitat de comunes de l'Haut Val-d'Oise.

## Demografia

### Població
El 2007 la població de fet de Mours era de 1.401 persones. Hi havia 504 famílies, de les quals 84 eren unipersonals (20 homes vivint sols i 64 dones vivint soles), 152 parelles sense fills, 232 parelles amb fills i 36 famílies monoparentals amb fills.
La població ha evolucionat segons el següent gràfic:
Habitants censats

### Habitatges
El 2007 hi havia 518 habitatges, 510 eren l'habitatge principal de la família, 6 eren segones residències i 2 estaven desocupats. 487 eren cases i 31 eren apartaments. Dels 510 habitatges principals, 465 estaven ocupats pels seus propietaris, 38 estaven llogats i ocupats pels llogaters i 7 estaven cedits a títol gratuït; 4 tenien una cambra, 19 en tenien dues, 48 en tenien tres, 122 en tenien quatre i 317 en tenien cinc o més. 451 habitatges disposaven pel capbaix d'una plaça de pàrquing. A 215 habitatges hi havia un automòbil i a 274 n'hi havia dos o més.

### Piràmide de població
La piràmide de població per edats i sexe el 2009 era:
| Homes | Edats   | Dones |
| ----- | ------- | ----- |
| 0     | 95 o +  | 4     |
| 0     | 90 a 94 | 0     |
| 0     | 85 a 89 | 4     |
| 4     | 80 a 84 | 4     |
| 24    | 75 a 79 | 16    |
| 20    | 70 a 74 | 16    |
| 20    | 65 a 69 | 20    |
| 24    | 60 a 64 | 20    |
| 56    | 55 a 59 | 32    |
| 88    | 50 a 54 | 104   |
| 60    | 45 a 49 | 100   |
| 40    | 40 a 44 | 48    |
| 52    | 35 a 39 | 24    |
| 40    | 30 a 34 | 60    |
| 48    | 25 a 29 | 60    |
| 80    | 20 a 24 | 52    |
| 44    | 15 a 19 | 40    |
| 72    | 10 a 14 | 28    |
| 48    | 5 a 9   | 36    |
| 36    | 0 a 4   | 32    |

## Economia
El 2007 la població en edat de treballar era de 1.007 persones, 752 eren actives i 255 eren inactives. De les 752 persones actives 705 estaven ocupades (369 homes i 336 dones) i 47 estaven aturades (21 homes i 26 dones). De les 255 persones inactives 103 estaven jubilades, 99 estaven estudiant i 53 estaven classificades com a «altres inactius».

### Ingressos
El 2009 a Mours hi havia 491 unitats fiscals que integraven 1.340 persones, la mediana anual d'ingressos fiscals per persona era de 26.039 €.

### Activitats econòmiques
Dels 38 establiments que hi havia el 2007, 1 era d'una empresa extractiva, 1 d'una empresa alimentària, 1 d'una empresa de fabricació d'altres productes industrials, 4 d'empreses de construcció, 7 d'empreses de comerç i reparació d'automòbils, 2 d'empreses de transport, 2 d'empreses d'hostatgeria i restauració, 2 d'empreses d'informació i comunicació, 1 d'una empresa financera, 1 d'una empresa immobiliària, 8 d'empreses de serveis, 3 d'entitats de l'administració pública i 5 d'empreses classificades com a «altres activitats de serveis».
Dels 8 establiments de servei als particulars que hi havia el 2009, 2 eren tallers de reparació d'automòbils i de material agrícola, 1 paleta, 1 guixaire pintor, 1 fusteria, 1 empresa de construcció, 1 restaurant i 1 saló de bellesa.
L'únic establiment comercial que hi havia el 2009 era una llibreria.

## Equipaments sanitaris i escolars
El 2009 hi havia una escola elemental.

## Poblacions més properes
El següent diagrama mostra les poblacions més properes.